# 押しかけ女房
押しかけ女房（おしかけにょうぼう）とは、男性ともしくはその家族との合意無しに一方的に女性の意思で女性が男性宅に同居する様をいう。

## 概要
同棲とは異なり、夫となるべき男性もしくは同居する家族の同意無しに一方的に押しとおして住まう。無理やり押しかけることから押しかけ女房と呼ばれ、同居することにより婚姻を既成事実化してしまう事が多い。
押しかけ女房となる原因は様々であるため、全てが忌避される訳ではない。過去の著名人の妻にも押しかけ女房と評される物も多数存在し、夫を立身出世させた為、良妻と見なされるケースが多い。江戸時代など古くから婚姻の一形式として見られ、舞台芸術などの演目中の設定にもされている。
民話には、男に恩義を受けた長者の娘が押しかけ女房になったり、やはり恩義を受けた動物の化身や妖怪などが押しかけ女房となる異類婚姻譚が様式として存在する。